# Eparchie Mananthavady
De eparchie Mananthavady (Latijn: Eparchia Manantoddiensis) is een Syro-Malabar-katholieke eparchie met als zetel Mananthavady, in India. De eparchie is suffragaan aan de aartseparchie Tellicherry. 

## Geschiedenis
De eparchie werd opgericht op 1 maart 1973, uit delen van de eparchie Tellicherry, en was suffragaan aan de aartseparchie Ernakulam. Op 18 mei 1995 wisselde het van kerkprovincie en werd suffragaan aan de nieuw verheven aartseparchie Tellicherry. 

## Parochies
De eparchie had in 2021 een oppervlakte van 13.036 km2 en telde 1.623.000 inwoners waarvan 10,9% rooms-katholiek was.

## Bisschoppen
- Jacob Thoomkuzhy (1 maart 1973 - 18 mei 1995)
- Emmanuel Mani Giles Pothanamuzhy (11 november 1996 - 6 april 2003)
- José Porunnedom (18 maart 2004 - heden)
  - Alex Tharamangalam (hulpbisschop: 25 augustus 2022 - heden)

Tellicherry (aartseparchie) · Belthangady · Bhadravathi · Mananthavady · Mandya · Thamarasserry